# Przywódcy państw i terytoriów zależnych w 2012
Przywódcy państw i terytoriów zależnych w 2012 – lista przywódców państw i terytoriów zależnych w roku 2012.

## Afryka
- Algieria
  - Prezydent – Abdelaziz Bouteflika, Prezydenci Algierii (1999–2019)
  - Premier –
    1. Ahmad Ujahja, Premierzy Algierii (2008–2012)
    2. Abd al-Malik Sallal, Premierzy Algierii (2012–2014)

- Angola
  - Prezydent – José Eduardo dos Santos, Prezydenci Angoli (1979–2017)

- Benin
  - Prezydent – Yayi Boni, Prezydenci Beninu (2006–2016)
  - Premier – Pascal Koupaki, Premierzy Beninu (2011–2013)

- Botswana
  - Prezydent – Seretse Ian Khama, Prezydenci Botswany (2008–2018)

- Brytyjskie Terytorium Oceanu Indyjskiego (terytorium zamorskie Wielkiej Brytanii)
  - Komisarz –
    1. Colin Roberts, Komisarze Brytyjskiego Terytorium Oceanu Indyjskiego (2008–2012)
    2. Peter Hayes, Komisarze Brytyjskiego Terytorium Oceanu Indyjskiego (2012–2016)

  - Administrator – John McManus, Administratorzy Brytyjskiego Terytorium Oceanu Indyjskiego (2011–2013)

- Burkina Faso
  - Prezydent – Blaise Compaoré, Prezydenci Burkina Faso (1987–2014)
  - Premier – Luc-Adolphe Tiao, Premierzy Burkina Faso (2011–2014)

- Burundi
  - Prezydent – Pierre Nkurunziza, Prezydenci Burundi (2005–2020)

- Czad
  - Prezydent – Idriss Déby, Prezydenci Czadu (1990–2021)
  - Premier – Emmanuel Nadingar, Premierzy Czadu (2010–2013)

- Demokratyczna Republika Konga
  - Prezydent – Joseph Kabila, Prezydenci Demokratycznej Republiki Konga (2001–2019)
  - Premier –
    1. Adolphe Muzito, Premierzy Demokratycznej Republiki Konga (2008–2012)
    2. Louis Alphonse Koyagialo, Premierzy Demokratycznej Republiki Konga (2012)
    3. Augustin Matata Ponyo, Premierzy Demokratycznej Republiki Konga (2012–2016)

- Dżibuti
  - Prezydent – Ismail Omar Guelleh, Prezydenci Dżibuti (od 1999)
  - Premier – Dileita Mohamed Dileita, Premierzy Dżibuti (2001–2013)

- Egipt
  - Głowa państwa –
    1. Muhammad Husajn Tantawi, Przewodniczący Najwyższej Rady Sił Zbrojnych (2011–2012)
    2. Muhammad Mursi, Prezydenci Egiptu (2012–2013)

  - Premier –
    1. Kamal al-Dżanzuri, Premierzy Egiptu (2011–2012)
    2. Hiszam Kandil, Premierzy Egiptu (2012–2013)

- Erytrea
  - Prezydent – Isajas Afewerki, Prezydenci Erytrei (od 1993)

- Etiopia
  - Prezydent – Girma Woldegiorgis, Prezydenci Etiopii (2001–2013)
  - Premier –
    1. Meles Zenawi, Premierzy Etiopii (1995–2012)
    2. Hajle Marjam Desalegne, Premierzy Etiopii (2012–2018)

- Gabon
  - Prezydent – Ali Bongo Ondimba, Prezydenci Gabonu (2009–2023)
  - Premier –
    1. Paul Biyoghé Mba, Premierzy Gabonu (2009–2012)
    2. Raymond Ndong Sima, Premierzy Gabonu (2012–2014)

- Gambia
  - Prezydent – Yahya Jammeh, Prezydenci Gambii (1994–2017)

- Ghana
  - Prezydent –
    1. John Atta-Mills, Prezydenci Ghany (2009–2012)
    2. John Dramani Mahama, Prezydenci Ghany (2012–2017)

- Gwinea
  - Prezydent – Alpha Condé, Prezydenci Gwinei (2010–2021)
  - Premier – Mohamed Saïd Fofana, Premierzy Gwinei (2010–2015)

- Gwinea Bissau
  - Prezydent –
    1. Malam Bacai Sanhá, Prezydenci Gwinei Bissau (2009–2012)
    2. Raimundo Pereira, P.o. prezydenta Gwinei Bissau (2012)
    3. Mamadu Ture Kuruma, Dowódca junty wojskowej (2012)
    4. Manuel Serifo Nhamadjo, P.o. prezydenta Gwinei Bissau (2012–2014)

  - Premier –
    1. Carlos Gomes Júnior, Premierzy Gwinei Bissau (2009–2012)
    2. Adiato Djaló Nandigna, Premierzy Gwinei Bissau (2012)
    3. Rui Duarte de Barros, P.o. premiera Gwinei Bissau (2012–2014)

- Gwinea Równikowa
  - Prezydent – Teodoro Obiang Nguema Mbasogo, Prezydenci Gwinei Równikowej (od 1979)
  - Premier –
    1. Ignacio Milam Tang, Premierzy Gwinei Równikowej (2008–2012)
    2. Vicente Ehate Tomi, Premierzy Gwinei Równikowej (2012–2016)

- Kamerun
  - Prezydent – Paul Biya, Prezydenci Kamerunu (od 1982)
  - Premier – Philémon Yang, Premierzy Kamerunu (2009–2019)

- Kenia
  - Prezydent – Mwai Kibaki, Prezydenci Kenii (2002–2013)
  - Premier – Raila Odinga, Premierzy Kenii (2008–2013)

- Komory
  - Prezydent – Ikililou Dhoinine, Prezydenci Komorów (2011–2016)

- Kongo
  - Prezydent – Denis Sassou-Nguesso, Prezydenci Konga (od 1997)

- Lesotho
  - Król – Letsie III, Królowie Lesotho (od 1996)
  - Premier –
    1. Bethuel Pakalitha Mosisili, Premierzy Lesotho (1998–2012)
    2. Tom Thabane, Premierzy Lesotho (2012–2015)

- Liberia
  - Prezydent – Ellen Johnson-Sirleaf, Prezydenci Liberii (2006–2018)

- Libia
  - Głowa państwa –
    1. Mustafa Muhammad Abd al-Dżalil, Przewodniczący Narodowej Rady Tymczasowej (2011–2012)
    2. Muhammad Ali Salim, P.o. przewodniczącego Powszechnego Kongresu Narodowego (2012)
    3. Muhammad Jusuf al-Makarjaf, Przewodniczący Powszechnego Kongresu Narodowego (2012–2013)

  - Premier –
    1. Abdel Rahim al-Kib, Premier rządu przejściowego (2011–2012)
    2. Ali Zajdan, Premierzy Libii (2012–2014)

- Madagaskar
  - Prezydent – Andry Rajoelina, Prezydent Wysokiej Władzy Przejściowej (2009–2014)
  - Premier – Omer Beriziky, Premierzy Madagaskaru (2011–2014)

- Majotta (departament zamorski Francji)
  - Prefekt – Thomas Degos, Prefekci Majotty (2011–2013)
  - Przewodniczący Rady Generalnej – Daniel Zaïdani, Przewodniczący Rady Generalnej Majotty (2011–2015)

- Malawi
  - Prezydent –
    1. Bingu wa Mutharika, Prezydenci Malawi (2004–2012)
    2. Joyce Banda, Prezydenci Malawi (2012–2014)

- Mali
  - Głowa państwa –
    1. Amadou Toumani Touré, Prezydenci Mali (2002–2012)
    2. Amadou Sanogo, Przewodniczący Narodowego Komitetu na rzecz Przywrócenia Demokracji i Państwa (2012)
    3. Dioncounda Traoré, P.o. prezydenta (2012–2013)

  - Premier –
    1. Cissé Mariam Kaïdama Sidibé, Premierzy Mali (2011–2012)
    2. Cheick Modibo Diarra, Premier rządu tymczasowego (2012)
    3. Django Sissoko, Premier rządu tymczasowego (2012–2013)

  -  Azawad (państwo nieuznawane)
    - deklaracja niepodległości 6 kwietnia 2012, przegrana wojna z Ansar Dine 12 lipca
    - Głowa państwa –

    1. Mahmoud Ag Aghaly, Przewodniczący Komitetu Wykonawczego (2012)
    2. Belal Ag Charif, Przewodniczący Rady Tymczasowej (2012)

- Maroko
  - Król – Muhammad VI, Królowie Maroka (od 1999)
  - Premier – Abdelilah Benkirane, Premierzy Maroka (2011–2017)
  -  Sahara Zachodnia (państwo nieuznawane)
    - Prezydent – Muhammad Abd al-Aziz, Prezydenci Sahary Zachodniej (1976–2016)
    - Premier – Abd al-Kadir Talib Umar, Premierzy Sahary Zachodniej (2003–2018)

- Mauretania
  - Prezydent – Muhammad uld Abd al-Aziz, Prezydenci Mauretanii (2009–2019)
  - Premier – Maulaj uld Muhammad al-Aghzaf, Premierzy Mauretanii (2008–2014)

- Mauritius
  - Prezydent –
    1. Anerood Jugnauth, Prezydenci Mauritiusa (2003–2012)
    2. Monique Ohsan-Bellepeau, P.o. prezydenta Mauritiusa (2012)
    3. Rajkeswur Purryag, Prezydenci Mauritiusa (2012–2015)

  - Premier – Navin Ramgoolam, Premierzy Mauritiusa (2005–2014)

- Mozambik
  - Prezydent – Armando Guebuza, Prezydenci Mozambiku (2005–2015)
  - Premier –
    1. Aires Ali, Premierzy Mozambiku (2010–2012)
    2. Alberto Vaquina, Premierzy Mozambiku (2012–2015)

- Namibia
  - Prezydent – Hifikepunye Pohamba, Prezydenci Namibii (2005–2015)
  - Premier –
    1. Nahas Angula, Premierzy Namibii (2005–2012)
    2. Hage Geingob, Premierzy Namibii (2012–2015)

- Niger
  - Prezydent – Mahamadou Issoufou, Prezydenci Nigru (od 2011)
  - Premier – Brigi Rafini, Premierzy Nigru (od 2011)

- Nigeria
  - Prezydent – Goodluck Jonathan, Prezydenci Nigerii (2010–2015)

- Południowa Afryka
  - Prezydent – Jacob Zuma, Prezydenci Południowej Afryki (2009–2018)

- Republika Środkowoafrykańska
  - Prezydent – François Bozizé, Prezydenci Republiki Środkowoafrykańskiej (2003–2013)
  - Premier – Faustin-Archange Touadéra, Premierzy Republiki Środkowoafrykańskiej (2008–2013)

- Republika Zielonego Przylądka
  - Prezydent – Jorge Carlos Fonseca, Prezydenci Republiki Zielonego Przylądka (2011–2021)
  - Premier – José Maria Neves, Premierzy Republiki Zielonego Przylądka (2001–2016)

- Reunion (departament zamorski Francji)
  - Prefekt –
    1. Michel Lalande, Prefekci Reunionu (2010–2012)
    2. Jean-Luc Marx, Prefekci Reunionu (2012–2014)

  - Przewodniczący Rady Generalnej – Nassimah Dindar, Przewodniczący Rady Generalnej Reunionu (2004–2015)
  - Przewodniczący Rady Regionalnej – Didier Robert, Przewodniczący Rady Regionalnej Reunionu (od 2010)

- Rwanda
  - Prezydent – Paul Kagame, Prezydenci Rwandy (od 2000)
  - Premier – Pierre Damien Habumuremyi, Premierzy Rwandy (2011–2014)

- Senegal
  - Prezydent –
    1. Abdoulaye Wade, Prezydenci Senegalu (2000–2012)
    2. Macky Sall, Prezydenci Senegalu (od 2012)

  - Premier –
    1. Souleymane Ndéné Ndiaye, Premierzy Senegalu (2009–2012)
    2. Abdoul Mbaye, Premierzy Senegalu (2012–2013)

- Seszele
  - Prezydent – James Michel, Prezydenci Seszeli (2004–2016)

- Sierra Leone
  - Prezydent – Ernest Bai Koroma, Prezydenci Sierra Leone (2007–2018)

- Somalia
  - Prezydent –
    1. Szarif Szajh Ahmed, Prezydenci Somalii (2009–2012)
    2. Muse Hassan Abdulle, P.o. prezydenta Somalii (2012)
    3. Mohamed Osman Jawari, P.o. prezydenta Somalii (2012)
    4. Hassan Sheikh Mohamud, Prezydenci Somalii (2012–2017)

  - Premier –
    1. Abdiweli Mohamed Ali, Premierzy Somalii (2011–2012)
    2. Abdi Farah Shirdon Saaid, Premierzy Somalii (2012–2013)

  -  Somaliland (państwo nieuznawane)
    - Prezydent – Ahmed M. Mahamoud Silanyo, Prezydenci Somalilandu (2010–2017)

  -  Puntland (autonomiczna część Somalii, od 18 lutego autonomiczna republika w ramach Somalii)
    - Prezydent – Abdirahman Mohamud Farole, Prezydenci Puntlandu (2009–2014)

  -  Galmudug (autonomiczna część Somalii, od 18 lutego autonomiczna republika w ramach Somalii)
    - Prezydent –
      1. Mohamed Ahmed Alin, Prezydenci Galmudugu (2009–2012)
      2. Abdi Hasan Awale Qeybdiid, Prezydenci Galmudugu (2012–2015)

- Suazi
  - Król – Mswati III, Królowie Suazi (od 1986)
  - Premier – Barnabas Sibusiso Dlamini, Premierzy Suazi (2008–2018)

- Sudan
  - Prezydent – Umar al-Baszir, Prezydenci Sudanu (1989–2019)

- Sudan Południowy
  - Prezydent – Salva Kiir Mayardit, Prezydenci Sudanu Południowego (od 2005)

- Tanzania
  - Prezydent – Jakaya Kikwete, Prezydenci Tanzanii (2005–2015)
  - Premier – Mizengo Pinda, Premierzy Tanzanii (2008–2015)

- Togo
  - Prezydent – Faure Gnassingbé, Prezydenci Togo (od 2005)
  - Premier –
    1. Gilbert Houngbo, Premierzy Togo (2008–2012)
    2. Kwesi Ahoomey-Zunu, Premierzy Togo (2012–2015)

- Tunezja
  - Prezydent – Moncef Marzouki, prezydenci Tunezji (2011–2014)
  - Premier – Hammadi al-Dżibali, Premierzy Tunezji (2011–2013)

- Uganda
  - Prezydent – Yoweri Museveni, Prezydenci Ugandy (od 1986)
  - Premier – Amama Mbabazi, Premierzy Ugandy (2011–2014)

- Wybrzeże Kości Słoniowej
  - Prezydent – Alassane Ouattara, Prezydenci Wybrzeża Kości Słoniowej (od 2010)
  - Premier –
    1. Guillaume Soro, Premierzy Wybrzeża Kości Słoniowej (2007–2012)
    2. Jeannot Ahoussou-Kouadio, Premierzy Wybrzeża Kości Słoniowej (2012)
    3. Daniel Kablan Duncan, Premierzy Wybrzeża Kości Słoniowej (2012–2017)

- Wyspa Świętej Heleny, Wyspa Wniebowstąpienia i Tristan da Cunha (terytorium zamorskie Wielkiej Brytanii)
  - Gubernator – Mark Andrew Capes, Gubernatorzy Wyspy Świętej Heleny, Wyspy Wniebowstąpienia i Tristan da Cunha (2011–2016)

- Wyspy Świętego Tomasza i Książęca
  - Prezydent – Manuel Pinto da Costa, Prezydenci Wysp Świętego Tomasza i Książęcej (2011–2016)
  - Premier –
    1. Patrice Trovoada, Premierzy Wysp Świętego Tomasza i Książęcej (2010–2012)
    2. Gabriel Costa, Premierzy Wysp Świętego Tomasza i Książęcej (2012–2014)

- Zambia
  - Prezydent – Michael Sata, Prezydenci Zambii (2011–2014)

- Zimbabwe
  - Prezydent – Robert Mugabe, Prezydenci Zimbabwe (1987–2017)
  - Premier – Morgan Tsvangirai, Premierzy Zimbabwe (2009–2013)

## Azja
- Afganistan
  - Prezydent – Hamid Karzaj, Prezydenci Afganistanu (2001–2014)

- Akrotiri (brytyjska suwerenna baza wojskowa w południowej części Cypru)
  - Administrator – Graham Stacey, Administratorzy Akrotiri i Dhekelii (2010–2013)

- Arabia Saudyjska
  - Król – Abd Allah ibn Abd al-Aziz Al Su’ud, Królowie Arabii Saudyjskiej (2005–2015)

- Armenia
  - Prezydent – Serż Sarkisjan, Prezydenci Armenii (2008–2018)
  - Premier – Tigran Sarkisjan, Premierzy Armenii (2008–2014)

- Azerbejdżan
  - Prezydent – İlham Əliyev, Prezydenci Azerbejdżanu (od 2003)
  - Premier – Artur Rasizadə, Premierzy Azerbejdżanu (2003–2018)
  -  Górski Karabach (państwo nieuznawane)
    - Prezydent – Bako Sahakian, Prezydenci Górskiego Karabachu (od 2007)
    - Premier – Arajik Harutiunian, Premierzy Górskiego Karabachu (od 2007)

- Bahrajn
  - Król – Hamad ibn Isa Al Chalifa, Królowie Bahrajnu (od 1999)
  - Premier – Chalifa ibn Salman Al Chalifa, premier Bahrajnu (od 1971)

- Bangladesz
  - Prezydent – Zillur Rahman, Prezydenci Bangladeszu (2009–2013)
  - Premier – Sheikh Hasina Wajed, Premierzy Bangladeszu (od 2009)

- Bhutan
  - Król – Jigme Khesar Namgyal Wangchuck, Królowie Bhutanu (od 2006)
  - Premier – Lyonpo Jigme Thinley, Premierzy Bhutanu (2008–2013)

- Brunei
  - Sułtan – Hassanal Bolkiah, Sułtani Brunei (od 1967)

- Chiny
  - Sekretarz generalny KPCh –
    1. Hu Jintao, Sekretarze Generalni Komunistycznej Partii Chin (2002–2012)
    2. Xi Jinping, Sekretarze Generalni Komunistycznej Partii Chin (od 2012)

  - Przewodniczący ChRL – Hu Jintao, Przewodniczący Chińskiej Republiki Ludowej (2003–2013)
  - Premier – Wen Jiabao, Premierzy Chińskiej Republiki Ludowej (2003–2013)
  - Przewodniczący CKW KC KPCh –
    1. Hu Jintao, Przew. Centralnej Komisji Wojskowej Komitetu Centralnego KPCh (2004–2012)
    2. Xi Jinping, Przew. Centralnej Komisji Wojskowej Komitetu Centralnego KPCh (od 2012)

- Cypr
  - Prezydent – Dimitris Christofias, Prezydenci Cypru (2008–2013)
  -  Cypr Północny (państwo nieuznawane)
    - Prezydent – Derviş Eroğlu, Prezydenci Cypru Północnego (2010–2015)
    - Premier – İrsen Küçük, Premierzy Cypru Północnego (2010–2013)

- Dhekelia (brytyjska suwerenna baza wojskowa w południowo-wschodniej części Cypru)
  - Administrator – Graham Stacey, Administratorzy Akrotiri i Dhekelii (2010–2013)

- Filipiny
  - Prezydent – Benigno Aquino, Prezydenci Filipin (2010–2016)

- Gruzja
  - Prezydent – Micheil Saakaszwili, Prezydenci Gruzji (2008–2013)
  - Premier –
    1. Nika Gilauri, Premierzy Gruzji (2009–2012)
    2. Iwane Merabiszwili, Premierzy Gruzji (2012)
    3. Bidzina Iwaniszwili, Premierzy Gruzji (2012–2013)

  -  Abchazja (państwo nieuznawane)
    - Prezydent – Aleksandr Ankwab, Prezydenci Abchazji (2011–2014)
    - Premier – Leonid Łakierbaja, Premierzy Abchazji (2011–2014)

  -  Osetia Południowa (państwo nieuznawane)
    - Prezydent –
      1. Wadim Browcew, P.o. prezydenta Osetii Południowej (2011–2012)
      2. Leonid Tibiłow, Prezydenci Osetii Południowej (2012–2017)

    - Premier –
      1. Wadim Browcew, Premierzy Osetii Południowej (2009–2012)
      2. Rostisław Chugajew, Premierzy Osetii Południowej (2012–2014)

- Indie
  - Prezydent –
    1. Pratibha Patil, Prezydenci Indii (2007–2012)
    2. Pranab Mukherjee, Prezydenci Indii (2012–2017)

  - Premier – Manmohan Singh, Premierzy Indii (2004–2014)

- Indonezja
  - Prezydent – Susilo Bambang Yudhoyono, prezydenci Indonezji (2004–2014)

- Irak
  - Prezydent – Dżalal Talabani, Prezydenci Iraku (2005–2014)
  - Premier – Nuri al-Maliki, Premierzy Iraku (2006–2014)

- Iran
  - Najwyższy przywódca – Sajed Ali Chamenei, Najwyżsi przywódcy Iranu (od 1989)
  - Prezydent – Mahmud Ahmadineżad, Prezydenci Iranu (2005–2013)

- Izrael
  - Prezydent – Szimon Peres, Prezydent Izraela (2007–2014)
  - Premier – Binjamin Netanjahu, Premierzy Izraela (2009–2021)
  -  Palestyna (państwo nieuznawane)
    - Prezydent – Mahmud Abbas, Prezydenci Autonomii Palestyńskiej (od 2005)
    - Premier – Salam Fajjad, Premierzy Autonomii Palestyńskiej (2007–2013)
    -  Strefa Gazy (rebelia przeciw Palestyńskim Władzom Narodowym)
      - Prezydent – Aziz ad-Duwajk, Prezydenci Autonomii Palestyńskiej (w Strefie Gazy) (2009–2014)
      - Premier – Isma’il Hanijja, Premierzy Autonomii Palestyńskiej (w Strefie Gazy) (2007–2014)

- Japonia
  - Cesarz – Akihito, Cesarze Japonii (1989–2019)
  - Premier – Yoshihiko Noda, Premierzy Japonii (2011–2012)
  - Premier – Shinzō Abe, Premierzy Japonii (od 2012)

- Jemen
  - Prezydent –
    1. Ali Abd Allah Salih, Prezydenci Jemenu (1978–2012)
    2. Abd Rabbuh Mansur Hadi, P.o. prezydenta Jemenu (2011–2012), Prezydenci Jemenu (2012–2015)

  - Premier – Muhammad Basindawa, Premierzy Jemenu (2011–2014)

- Jordania
  - Król – Abdullah II, Królowie Jordanii (od 1999)
  - Premier –
    1. Awn Shawkat Al-Khasawneh, Premierzy Jordanii (2011–2012)
    2. Fayez al-Tarawneh, Premierzy Jordanii (2012)
    3. Abd Allah an-Nusur, Premierzy Jordanii (2012–2016)

- Kambodża
  - Król – Norodom Sihamoni, Królowie Kambodży (od 2004)
  - Premier – Hun Sen, Premierzy Kambodży (1985–2023)

- Katar
  - Emir – Hamad ibn Chalifa Al Sani, Emirowie Kataru (1995–2013)
  - Premier – Hamad ibn Dżasim ibn Dżabr Al Sani, Premierzy Kataru (2007–2013)

- Kazachstan
  - Prezydent – Nursułtan Nazarbajew, Prezydenci Kazachstanu (1990–2019)
  - Premier –
    1. Karim Masimow, Premierzy Kazachstanu (2007–2012)
    2. Seryk Achmetow, Premierzy Kazachstanu (2012–2014)

- Kirgistan
  - Prezydent – Ałmazbek Atambajew, Prezydenci Kirgistanu (2011–2017)
  - Premier –
    1. Ömürbek Babanow, Premierzy Kirgistanu (2011–2012)
    2. Aały Karaszew, P.o. premiera Kirgistanu (2012)
    3. Dżantörö Satybałdijew, Premierzy Kirgistanu (2012–2014)

- Korea Południowa
  - Prezydent – Lee Myung-bak, Prezydenci Korei Południowej (2008–2013)
  - Premier – Kim Hwang-sik, Premierzy Korei Południowej (2010–2013)

- Korea Północna
  - Szef partii komunistycznej – Kim Dzong-un, Pierwszy Sekretarz Partii Pracy Korei (od 2011) od 11 kwietnia, wcześniej Najwyższy Przywódca Partii, Armii i Narodu
  - Głowa państwa – Kim Yŏng Nam, Przewodniczący Prezydium Najwyższego Zgromadzenia Ludowego KRLD (1998–2019)
  - Premier – Ch’oe Yŏng Rim, Premierzy Korei Północnej (2010–2013)

- Kuwejt
  - Emir – Sabah al-Ahmad al-Dżabir as-Sabah, Emirowie Kuwejtu (od 2006)
  - Premier – Dżabir Mubarak al-Hamad as-Sabah, Premierzy Kuwejtu (2011–2019)

- Laos
  - Sekretarz Generalny KC LPL-R – Choummaly Sayasone, Sekretarze Generalni Komitetu Centralnego Laotańskiej Partii Ludowo-Rewolucyjnej (2006–2016)
  - Prezydent – Choummaly Sayasone, Prezydenci Laosu (2006–2016)
  - Premier – Thongsing Thammavong, Premierzy Laosu (2010–2016)

- Liban
  - Prezydent – Michel Sulaiman, Prezydenci Libanu (2008–2014)
  - Premier – Nadżib Mikati, Premierzy Libanu (2011–2014)

- Malediwy
  - Prezydent –
    1. Mohamed Nasheed, Prezydenci Malediwów (2008–2012)
    2. Mohammed Waheed Hassan, Prezydenci Malediwów (2012–2013)

- Malezja
  - Monarcha – Tuanku Abdul Halim, Yang di-Pertuan Agong Malezji (2011–2016)
  - Premier – Najib Tun Razak, Premierzy Malezji (2009–2018)

- Mjanma
  - Prezydent – Thein Sein, Prezydenci Mjanmy (2011–2016)

- Mongolia
  - Prezydent – Cachiagijn Elbegdordż, Prezydenci Mongolii (2009–2017)
  - Premier –
    1. Süchbaataryn Batbold, Premierzy Mongolii (2009–2012)
    2. Norowyn Altanchujag, Premierzy Mongolii (2012–2014)

- Nepal
  - Prezydent – Ram Baran Yadav, Prezydenci Nepalu (2008–2015)
  - Premier – Baburam Bhattarai, Premierzy Nepalu (2011–2013)

- Oman
  - Sułtan – Kabus ibn Sa’id, Sułtani Omanu (od 1970)

- Pakistan
  - Prezydent – Asif Ali Zardari, Prezydenci Pakistanu (2008–2013)
  - Premier –
    1. Yousaf Raza Gilani, Premierzy Pakistanu (2008–2012)
    2. Raja Pervez Ashraf, Premierzy Pakistanu (2012–2013)

- Singapur
  - Prezydent – Tony Tan Keng Yam, Prezydenci Singapuru (2011–2017)
  - Premier – Lee Hsien Loong, Premierzy Singapuru (od 2004)

- Sri Lanka
  - Prezydent – Mahinda Rajapaksa, Prezydenci Sri Lanki (2005–2015)
  - Premier – D.M. Jayaratne, Premierzy Sri Lanki (2010–2015)

- Syria
  - Prezydent – Baszszar al-Asad, Prezydenci Syrii (od 2000)
  - Premier –
    1. Adil Safar, Premierzy Syrii (2011–2012)
    2. Rijad Farid Hidżab, Premierzy Syrii (2012)
    3. Umar Ghalawandżi, P.o. premiera Syrii (2012)
    4. Wa’il al-Halki, Premierzy Syrii (2012–2016)

    -  Syryjska Koalicja Narodowa na rzecz Opozycji i Sił Rewolucyjnych ustanowiona 11 listopada
      - Prezydent – Mu’az al-Chatib, Przewodniczący Syryjskiej Koalicji Narodowej na rzecz Opozycji i Sił Rewolucyjnych (2012–2013)

- Tadżykistan
  - Prezydent – Emomali Rahmon, Prezydenci Tadżykistanu (od 1992)
  - Premier – Okil Okilow, Premierzy Tadżykistanu (1999–2013)

- Tajlandia
  - Król – Bhumibol Adulyadej, Królowie Tajlandii (1946–2016)
  - Premier – Yingluck Shinawatra, Premierzy Tajlandii (2011–2014)

- Tajwan (państwo częściowo uznawane)
  - Prezydent – Ma Ying-jeou, Prezydenci Republiki Chińskiej (2008–2016)
  - Premier –
    1. Wu Den-yih, Premierzy Republiki Chińskiej (2009–2012)
    2. Sean Chen, Premierzy Republiki Chińskiej (2012–2013)

- Timor Wschodni
  - Prezydent –
    1. José Ramos-Horta, Prezydenci Timoru Wschodniego (2007–2012)
    2. Taur Matan Ruak, Prezydenci Timoru Wschodniego (2012–2017)

  - Premier – Xanana Gusmão, Premierzy Timoru Wschodniego (2007–2015)

- Turcja
  - Prezydent – Abdullah Gül, prezydenci Turcji (2007–2014)
  - Premier – Recep Tayyip Erdoğan, Premierzy Turcji (2003–2014)

- Turkmenistan
  - Prezydent – Gurbanguly Berdimuhamedow, Prezydenci Turkmenistanu (2006–2022)

- Uzbekistan
  - Prezydent – Islom Karimov, Prezydenci Uzbekistanu (1990–2016)
  - Premier – Shavkat Mirziyoyev, Premierzy Uzbekistanu (2003–2016)

- Wietnam
  - Sekretarz Generalny KC KPW – Nguyễn Phú Trọng, Sekretarze Generalni Komitetu Centralnego Komunistycznej Partii Wietnamu (od 2011)
  - Prezydent – Trương Tấn Sang, Prezydenci Wietnamu (2011–2016)
  - Premier – Nguyễn Tấn Dũng, Premierzy Wietnamu (2006–2016)

- Zjednoczone Emiraty Arabskie
  - Prezydent – Chalifa ibn Zajid Al Nahajjan, Prezydenci Zjednoczonych Emiratów Arabskich (od 2004)
  - Premier – Muhammad ibn Raszid Al Maktum, Premierzy Zjednoczonych Emiratów Arabskich (od 2006)

## Europa
- Albania
  - Prezydent –
    1. Bamir Topi, Prezydenci Albanii (2007–2012)
    2. Bujar Nishani, Prezydenci Albanii (2012–2017)

  - Premier – Sali Berisha, Premierzy Albanii (2005–2013)

- Andora
  - Monarchowie
    - Współksiążę francuski –
      1. Nicolas Sarkozy, Współksiążę francuski Andory (2007–2012)
      2. François Hollande, Współksiążę francuski Andory (2012–2017)

      - Przedstawiciel –
        1. Christian Frémont (2008–2012)
        2. Sylvie Hubac (2012–2015)

    - Współksiążę episkopalny – Joan Enric Vives Sicília, Współksiążę episkopalny Andory (od 2003)
      - Przedstawiciel –
        1. Nemesi Marqués Oste (1993–2012)
        2. Josep Maria Mauri (od 2012)

  - Premier – Antoni Martí, Premierzy Andory (2011–2015)

- Austria
  - Prezydent – Heinz Fischer, Prezydenci Austrii (2004–2016)
  - Kanclerz – Werner Faymann, Kanclerze Austrii (2008–2016)

- Belgia
  - Król – Albert II, Królowie Belgów (1993–2013)
  - Premier – Elio Di Rupo, Premierzy Belgii (2011–2014)

- Białoruś
  - Prezydent – Alaksandr Łukaszenka, Prezydenci Białorusi (od 1994)
  - Premier – Michaił Miasnikowicz, Premierzy Białorusi (2010–2014)

- Bośnia i Hercegowina
  - Głowa państwa – Prezydium Republiki Bośni i Hercegowiny
    - przedstawiciel Serbów – Nebojša Radmanović (2006–2014), Przewodniczący Prezydium Republiki Bośni i Hercegowiny (2012–2013)
    - przedstawiciel Chorwatów – Željko Komšić (2006–2014), Przewodniczący Prezydium Republiki Bośni i Hercegowiny (2011–2012)
    - przedstawiciel Boszniaków – Bakir Izetbegović (2010–2018), Przewodniczący Prezydium Republiki Bośni i Hercegowiny (2012)

  - Premier –
    1. Nikola Špirić, Premierzy Bośni i Hercegowiny (2007–2012)
    2. Vjekoslav Bevanda, Premierzy Bośni i Hercegowiny (2012–2015)

  - Wysoki Przedstawiciel – Valentin Inzko, Wysoki Przedstawiciel dla Bośni i Hercegowiny (od 2009)

- Bułgaria
  - Prezydent –
    1. Georgi Pyrwanow, Prezydenci Bułgarii (2002–2012)
    2. Rosen Plewneliew, Prezydenci Bułgarii (2012–2017)

  - Premier – Bojko Borisow, Premierzy Bułgarii (2009–2013)

- Chorwacja
  - Prezydent – Ivo Josipović, Prezydenci Chorwacji (2010–2015)
  - Premier – Zoran Milanović, Premierzy Chorwacji (2011–2016)

- Czarnogóra
  - Prezydent – Filip Vujanović, Prezydenci Czarnogóry (od 2003)
  - Premier –
    1. Igor Lukšić, Premierzy Czarnogóry (2010–2012)
    2. Milo Đukanović, Premierzy Czarnogóry (2012–2016)

- Czechy
  - Prezydent – Václav Klaus, Prezydenci Czech (2003–2013)
  - Premier – Petr Nečas, Premierzy Czech (2010–2013)

- Dania
  - Król – Małgorzata II, Władcy Danii (1972–2024)
  - Premier – Helle Thorning-Schmidt, Premierzy Danii (2011–2015)
  -  Wyspy Owcze (Autonomiczne terytorium Królestwa Danii)
    - Królewski administrator Dan Michael Knudsen, Królewscy administratorzy Wysp Owczych (od 2008)
    - Premier Kaj Leo Johannesen, Premierzy Wysp Owczych (2008–2015)

- Estonia
  - Prezydent – Toomas Hendrik Ilves, Prezydenci Estonii (2006–2016)
  - Premier – Andrus Ansip, Premierzy Estonii (2005–2014)

- Finlandia
  - Prezydent –
    1. Tarja Halonen, Prezydenci Finlandii (2000–2012)
    2. Sauli Niinistö, Prezydenci Finlandii (od 2012)

  - Premier – Jyrki Katainen, Premierzy Finlandii (2011–2014)

- Francja
  - Prezydent –
    1. Nicolas Sarkozy, prezydenci Francji (2007–2012)
    2. François Hollande, prezydenci Francji (2012–2017)

  - Premier –
    1. François Fillon, Premierzy Francji (2007–2012)
    2. Jean-Marc Ayrault, Premierzy Francji (2012–2014)

- Grecja
  - Prezydent – Karolos Papulias, Prezydenci Grecji (2005–2015)
  - Premier –
    1. Lukas Papadimos, Premierzy Grecji (2011–2012)
    2. Panajotis Pikramenos, Premierzy Grecji (2012)
    3. Andonis Samaras, Premierzy Grecji (2012–2015)

- Hiszpania
  - Król – Jan Karol I, Królowie Hiszpanii (1975–2014)
  - Premier – Mariano Rajoy, Premierzy Hiszpanii (2011–2018)

- Holandia
  - Król – Beatrycze, Królowie Niderlandów (1980–2013)
  - Premier – Mark Rutte, Premierzy Holandii (od 2010)

- Irlandia
  - Prezydent – Michael D. Higgins, Prezydenci Irlandii (od 2011)
  - Premier – Enda Kenny, Premierzy Irlandii (2011–2017)

- Islandia
  - Prezydent – Ólafur Ragnar Grímsson, Prezydenci Islandii (1996–2016)
  - Premier – Jóhanna Sigurðardóttir, Premierzy Islandii (2009–2013)

- Liechtenstein
  - Książę – Jan Adam II, Książęta Liechtensteinu (od 1989)
  - Regent – Alojzy (od 2004)
  - Premier – Klaus Tschütscher, Premierzy Liechtensteinu (2009–2013)

- Litwa
  - Prezydent – Dalia Grybauskaitė, Prezydenci Litwy (2009–2019)
  - Premier –
    1. Andrius Kubilius, Premierzy Litwy (2008–2012)
    2. Algirdas Butkevičius, Premierzy Litwy (2012–2016)

- Luksemburg
  - Wielki książę – Henryk, Wielcy książęta Luksemburga (od 2000)
  - Premier – Jean-Claude Juncker, Premierzy Luksemburga (1995–2013)

- Łotwa
  - Prezydent – Andris Bērziņš, Prezydenci Łotwy (2011–2015)
  - Premier – Valdis Dombrovskis, Premierzy Łotwy (2009–2014)

- Macedonia
  - Prezydent – Ǵorge Iwanow, Prezydenci Macedonii (2009–2019)
  - Premier – Nikoła Gruewski, Premierzy Macedonii (2006–2016)

- Malta
  - Prezydent – George Abela, Prezydenci Malty (2009–2014)
  - Premier – Lawrence Gonzi, Premierzy Malty (2004–2013)

- Mołdawia
  - Prezydent –
    1. Marian Lupu, P.o. prezydenta Mołdawii (2010–2012)
    2. Nicolae Timofti, Prezydenci Mołdawii (2012–2016)

  - Premier – Vlad Filat, Premierzy Mołdawii (2009–2013)
  -  Naddniestrze (państwo nieuznawane)
    - Prezydent – Jewgienij Szewczuk, Prezydenci Naddniestrza (2011–2016)
    - Premier – Piotr Stiepanow, Premierzy Naddniestrza (2012–2013) od 18 stycznia

- Monako
  - Książę – Albert II, Książęta Monako (od 2005)
  - Minister stanu – Michel Roger, Ministrowie stanu Monako (2010–2016)

- Niemcy
  - Prezydent –
    1. Christian Wulff, prezydenci Niemiec (2010–2012)
    2. Horst Seehofer, P.o. prezydenta Niemiec (2012)
    3. Joachim Gauck, prezydenci Niemiec (2012–2017)

  - Kanclerz – Angela Merkel, Kanclerze Niemiec (2005–2021)

- Norwegia
  - Król – Harald V, Królowie Norwegii (od 1991)
  - Premier – Jens Stoltenberg, Premierzy Norwegii (2005–2013)

- Polska
  - Prezydent – Bronisław Komorowski, prezydenci Polski (2010–2015)
  - Premier – Donald Tusk, Premierzy Polski (2007–2014)

- Portugalia
  - Prezydent – Aníbal Cavaco Silva, prezydenci Portugalii (2006–2016)
  - Premier – Pedro Passos Coelho, Premierzy Portugalii (2011–2015)

- Rosja
  - Prezydent –
    1. Dmitrij Miedwiediew, Prezydenci Rosji (2008–2012)
    2. Władimir Putin, Prezydenci Rosji (od 2012)

  - Premier –
    1. Władimir Putin, Premierzy Rosji (2008–2012)
    2. Wiktor Zubkow, P.o. premiera Rosji (2012)
    3. Dmitrij Miedwiediew, Premierzy Rosji (od 2012)

- Rumunia
  - Prezydent –
    1. Traian Băsescu, Prezydenci Rumunii (2004–2014)
    2. Crin Antonescu, P.o. prezydenta Rumunii (2012) od 10 lipca do 27 sierpnia w zastępstwie zawieszonego T. Băsescu

  - Premier –
    1. Emil Boc, Premierzy Rumunii (2008–2012)
    2. Cătălin Predoiu, P.o. premiera Rumunii (2012)
    3. Mihai Răzvan Ungureanu, Premierzy Rumunii (2012)
    4. Victor Ponta, Premierzy Rumunii (2012–2015)

- San Marino
  - Kapitanowie regenci –
    1. Gabriele Gatti i Matteo Fiorini, Kapitanowie regenci San Marino (2011–2012)
    2. Italo Righi i Maurizio Rattini, Kapitanowie regenci San Marino (2012)
    3. Teodoro Lonfernini i Denise Bronzetti, Kapitanowie regenci San Marino (2012–2013)

  - Szef rządu –
    1. Antonella Mularoni, Sekretarze Stanu do spraw Politycznych i Zagranicznych San Marino (2008–2012))
    2. Pasquale Valentini, Sekretarze Stanu do spraw Politycznych i Zagranicznych San Marino (od 2012)

- Serbia
  - Prezydent –
    1. Boris Tadić, Prezydenci Serbii (2004–2012)
    2. Slavica Đukić-Dejanović, P.o. prezydenta Serbii (2012)
    3. Tomislav Nikolić, Prezydenci Serbii (2012–2017)

  - Premier –
    1. Mirko Cvetković, Premierzy Serbii (2008–2012)
    2. Ivica Dačić, Premierzy Serbii (2012–2014)

  -  Kosowo (państwo częściowo uznawane pod zarządem ONZ)
    - Prezydent – Atifete Jahjaga, Prezydenci Kosowa (2011–2016)
    - Premier – Hashim Thaçi, Premierzy Kosowa (2008–2014)
    - Specjalny Przedstawiciel – Farid Zarif, Specjalni Przedstawiciele Sekretarza Generalnego ONZ w Kosowie (2011–2015)

- Słowacja
  - Prezydent – Ivan Gašparovič, Prezydenci Słowacji (2004–2014)
  - Premier –
    1. Iveta Radičová, Premierzy Słowacji (2010–2012)
    2. Robert Fico, Premierzy Słowacji (2012–2018)

- Słowenia
  - Prezydent –
    1. Danilo Türk, Prezydenci Słowenii (2007–2012)
    2. Borut Pahor, Prezydenci Słowenii (2012–2022)

  - Premier –
    1. Borut Pahor, Premierzy Słowenii (2008–2012)
    2. Janez Janša, Premierzy Słowenii (2012–2013)

- Szwajcaria
  - Rada Związkowa – Doris Leuthard (od 2006), Eveline Widmer-Schlumpf (2008–2015, prezydent), Ueli Maurer (od 2009), Didier Burkhalter (od 2009), Johann Schneider-Ammann (od 2010), Simonetta Sommaruga (od 2010), Alain Berset (od 2012)

- Szwecja
  - Król – Karol XVI Gustaw, Królowie Szwecji (od 1973)
  - Premier – Fredrik Reinfeldt, Premierzy Szwecji (2006–2014)

- Ukraina
  - Prezydent – Wiktor Janukowycz, prezydenci Ukrainy (2010–2014)
  - Premier – Mykoła Azarow, Premierzy Ukrainy (2010–2014)

- Unia Europejska
  - Prezydencja Rady Unii Europejskiej –
    1. Dania (I – VI 2012)
    2. Cypr (VII – XII 2012)

  - Przewodniczący Rady Europejskiej – Herman Van Rompuy (2009–2014)
  - Przewodniczący Komisji Europejskiej – José Manuel Durão Barroso (2004–2014)
  - Przewodniczący Parlamentu Europejskiego –
    1. Jerzy Buzek (2009–2012)
    2. Martin Schulz (2012–2014)

  - Wysoki przedstawiciel Unii do spraw zagranicznych i polityki bezpieczeństwa – Catherine Ashton (2009–2014)

- Watykan
  - Papież – Benedykt XVI, Suwerenny Władca Państwa Watykańskiego (2005–2013)
  - Prezydent Gubernatoratu – Giuseppe Bertello, Prezydenci Papieskiej Komisji Państwa Watykańskiego (2011–2021)
  - Stolica Apostolska
    - Sekretarz stanu – Tarcisio Bertone, Sekretarze stanu Stolicy Apostolskiej (2006–2013)

- Węgry
  - Prezydent –
    1. Pál Schmitt, Prezydent Węgier (2010–2012)
    2. László Kövér, P.o. prezydenta Węgier (2012)
    3. János Áder, Prezydent Węgier (2012–2022)

  - Premier – Viktor Orbán, Premierzy Węgier (od 2010)

- Wielka Brytania
  - Król – Elżbieta II, Królowie Zjednoczonego Królestwa (od 1952)
  - Premier – David Cameron, Premierzy Wielkiej Brytanii (2010–2016)
  -  Wyspa Man (Dependencja korony brytyjskiej)
    - Gubernator porucznik – Adam Wood, Gubernatorzy porucznicy Wyspy Man (2011–2016)
    - Szef ministrów – Allan Bell, Premierzy Wyspy Man (2011–2016)

  -  Guernsey (Dependencja korony brytyjskiej)
    - Gubernator porucznik – Peter Walker, Gubernatorzy porucznicy Guernsey (2011–2015)
    - Baliw –
      1. Geoffrey Rowland, Baliwowie Guernsey (2005–2012)
      2. Richard Collas, Baliwowie Guernsey (od 2012)

    - Szef ministrów –
      1. Lyndon Trott, Szefowie ministrów Guernsey (2008–2012)
      2. Peter Harwood, Szefowie ministrów Guernsey (2012–2014)

  -  Jersey (Dependencja korony brytyjskiej)
    - Gubernator porucznik – John McColl, Gubernatorzy porucznicy Jersey (2011–2016)
    - Baliw – Michael Birt, Baliwowie Jersey (2009–2015)
    - Szef ministrów – Ian Gorst, Szefowie ministrów Jersey (od 2011)

  -  Gibraltar (terytorium zamorskie Wielkiej Brytanii)
    - Gubernator – Adrian Johns, Gubernatorzy Gibraltaru (2009–2013)
    - Szef ministrów – Fabian Picardo, Szefowie ministrów Gibraltaru (od 2011)

- Włochy
  - Prezydent – Giorgio Napolitano, Prezydenci Włoch (2006–2015)
  - Premier – Mario Monti, Premierzy Włoch (2011–2013)

## Ameryka Północna
- Anguilla (terytorium zamorskie Wielkiej Brytanii)
  - Gubernator – William Alistair Harrison, Gubernatorzy Anguilli (2009–2013)
  - Szef ministrów – Hubert Hughes, Szefowie ministrów Anguilli (2010–2015)

- Antigua i Barbuda
  - Król – Elżbieta II, Królowie Antigui i Barbudy (od 1981)
  - Gubernator generalny – Louise Lake-Tack, Gubernatorzy generalni Antigui i Barbudy (2007–2014)
  - Premier – Baldwin Spencer, Premierzy Antigui i Barbudy (2004–2014)

- Aruba (samorządny kraj członkowski Królestwa Niderlandów)
  - Gubernator – Fredis Refunjol, Gubernatorzy Aruby (2004–2016)
  - Premier – Mike Eman, Premierzy Aruby (2009–2017)

- Bahamy
  - Król – Elżbieta II, Królowie Bahamów (od 1973)
  - Gubernator generalny – Arthur Foulkes, Gubernatorzy generalni Bahamów (2010–2014)
  - Premier –
    1. Hubert Ingraham, Premierzy Bahamów (2007–2012)
    2. Perry Christie, Premierzy Bahamów (2012–2017)

- Barbados
  - Król – Elżbieta II, Królowie Barbadosu (1966–2021)
  - Gubernator generalny –
    1. Elliot Belgrave, P.o. gubernatora generalnego Barbadosu (2011–2012)
    2. Sandra Mason, P.o. gubernatora generalnego Barbadosu (2012)
    3. Elliot Belgrave, Gubernatorzy generalni Barbadosu (2012–2017)

  - Premier – Freundel Stuart, Premierzy Barbadosu (2010–2018)

- Belize
  - Król – Elżbieta II, Królowie Belize (od 1981)
  - Gubernator generalny – Colville Young, Gubernatorzy generalni Belize (1993–2021)
  - Premier – Dean Barrow, Premierzy Belize (od 2008)

- Bermudy (terytorium zamorskie Wielkiej Brytanii)
  - Gubernator –
    1. Richard Gozney, Gubernatorzy Bermudów (2007–2012)
    2. David Arkley, P.o. gubernatora Bermudów (2012)
    3. George Fergusson, Gubernatorzy Bermudów (2012–2016)

  - Premier –
    1. Paula Cox, Premierzy Bermudów (2010–2012)
    2. Craig Cannonier, Premierzy Bermudów (2012–2014)

- Brytyjskie Wyspy Dziewicze (terytorium zamorskie Wielkiej Brytanii)
  - Gubernator – William Boyd McCleary, Gubernatorzy Brytyjskich Wysp Dziewiczych (2010–2014)
  - Premier – Orlando Smith, Premierzy Brytyjskich Wysp Dziewiczych (od 2011)

- Curaçao (samorządny kraj członkowski Królestwa Niderlandów)
  - Gubernator –
    1. Frits Goedgedrag, Gubernatorzy Curaçao (2010–2012)
    2. Adèle van der Pluijm-Vrede, P.o. gubernatora Curaçao (2012–2013)

  - Premier –
    1. Gerrit Schotte, Premierzy Curaçao (2010–2012)
    2. Stanley Betrian, Premierzy Curaçao (2012)
    3. Daniel Hodge, Premierzy Curaçao (2012–2013)

- Dominika
  - Prezydent –
    1. Nicholas Liverpool, Prezydenci Dominiki (2003–2012)
    2. Eliud Williams, Prezydenci Dominiki (2012–2013)

  - Premier – Roosevelt Skerrit, Premierzy Dominiki (od 2004)

- Dominikana
  - Prezydent –
    1. Leonel Fernández, Prezydenci Dominikany (2004–2012)
    2. Danilo Medina, Prezydenci Dominikany (2012–2020)

- Grenada
  - Król – Elżbieta II, Królowie Grenady (od 1974)
  - Gubernator generalny – Carlyle Glean, Gubernatorzy generalni Grenady (2008–2013)
  - Premier – Tillman Thomas, Premierzy Grenady (2008–2013)

- Grenlandia (autonomiczne terytorium Królestwa Danii)
  - Wysoki komisarz – Mikaela Engell, Wysocy komisarze Grenlandii (od 2011)
  - Premier – Kuupik Kleist, Premierzy Grenlandii (2009–2013)

- Gwadelupa (departament zamorski Francji)
  - Prefekt – Amaury de Saint-Quentin, Prefekci Gwadelupy (2011–2013)
  - Przewodniczący Rady Generalnej – Jacques Gillot, Przewodniczący Rady Generalnej Gwadelupy (2001–2015)
  - Przewodniczący Rady Regionalnej –
    1. Victorin Lurel, Przewodniczący Rady Regionalnej Gwadelupy (2004–2012)
    2. Josette Borel-Lincertin, Przewodniczący Rady Regionalnej Gwadelupy (2012–2014)

- Gwatemala
  - Prezydent –
    1. Álvaro Colom, Prezydenci Gwatemali (2008–2012)
    2. Otto Pérez Molina, Prezydenci Gwatemali (2012–2015)

- Haiti
  - Prezydent – Michel Martelly, Prezydenci Haiti (2011–2016)
  - Premier –
    1. Garry Conille, Premierzy Haiti (2011–2012)
    2. Laurent Lamothe, Premierzy Haiti (2012–2014)

- Honduras
  - Prezydent – Porfirio Lobo Sosa, Prezydenci Hondurasu (2010–2014)

- Jamajka
  - Król – Elżbieta II, Królowie Jamajki (od 1962)
  - Gubernator generalny – Patrick Linton Allen, Gubernatorzy generalni Jamajki (od 2009)
  - Premier –
    1. Andrew Holness, Premierzy Jamajki (2011–2012)
    2. Portia Simpson-Miller, Premierzy Jamajki (2012–2016)

- Kajmany (terytorium zamorskie Wielkiej Brytanii)
  - Gubernator – Duncan Taylor, Gubernatorzy Kajmanów (2010–2013)
  - Premier –
    1. McKeeva Bush, Premierzy Kajmanów (2009–2012)
    2. Juliana O’Connor-Connolly, Premierzy Kajmanów (2012–2013)

- Kanada
  - Król – Elżbieta II, Królowie Kanady (od 1952)
  - Gubernator generalny – David Lloyd Johnston, Gubernatorzy generalni Kanady (2010–2017)
  - Premier – Stephen Harper, Premierzy Kanady (2006–2015)

- Kostaryka
  - Prezydent – Laura Chinchilla, Prezydenci Kostaryki (2010–2014)

- Kuba
  - Pierwszy sekretarz KPK – Raúl Castro, Pierwsi sekretarze Komunistycznej Partii Kuby (od 2011)
  - Przewodniczący Rady Państwa – Raúl Castro, Przewodniczący Rady Państwa Republiki Kuby (od 2008)
  - Premier – Raúl Castro, Premierzy Kuby (od 2008)

- Martynika (departament zamorski Francji)
  - Prefekt – Laurent Prévost, Prefekci Martyniki (2011–2014)
  - Przewodniczący Rady Generalnej – Josette Manin, Przewodniczący Rady Generalnej Martyniki (2011–2015)
  - Przewodniczący Rady Regionalnej – Serge Letchimy, Przewodniczący Rady Regionalnej Martyniki (2010–2015)

- Meksyk
  - Prezydent –
    1. Felipe Calderón, Prezydenci Meksyku (2006–2012)
    2. Enrique Peña Nieto, Prezydenci Meksyku (od 2012)

- Montserrat (terytorium zamorskie Wielkiej Brytanii)
  - Gubernator – Adrian Davis, Gubernatorzy Montserratu (2011–2015)
  - Premier – Reuben Meade, Premierzy Montserratu (2009–2014)

- Nikaragua
  - Prezydent – Daniel Ortega, Prezydenci Nikaragui (od 2007)

- Panama
  - Prezydent – Ricardo Martinelli, Prezydenci Panamy (2009–2014)

- Saint-Barthélemy (wspólnota zamorska Francji)
  - Prefekt – Philippe Chopin, Prefekci Saint Barthélemy (2011–2015)
  - Przewodniczący Rady Terytorialnej – Bruno Magras, Przewodniczący Rady Terytorialnej Saint Barthélemy (od 2007)

- Saint Kitts i Nevis
  - Król – Elżbieta II, Królowie Saint Kitts i Nevis (od 1983)
  - Gubernator generalny – Cuthbert Sebastian, Gubernatorzy generalni Saint Kitts i Nevis (1996–2012)
  - Premier – Denzil Douglas, Premierzy Saint Kitts i Nevis (1995–2015)

- Saint Lucia
  - Król – Elżbieta II, Królowie Saint Lucia (od 1979)
  - Gubernator generalny – Pearlette Louisy, Gubernatorzy generalni Saint Lucia (1997–2017)
  - Premier – Kenny Anthony, Premierzy Saint Lucia (2011–2016)

- Saint-Martin (wspólnota zamorska Francji)
  - Prefekt – Philippe Chopin, Prefekci Saint-Martin (2011–2015)
  - Przewodniczący Rady Terytorialnej –
    1. Frantz Gumbs, Przewodniczący Rady Terytorialnej Saint-Martin (2009–2012)
    2. Alain Richardson, Przewodniczący Rady Terytorialnej Saint-Martin (2012–2013)

- Saint-Pierre i Miquelon (wspólnota zamorska Francji)
  - Prefekt – Patrice Latron, Prefekci Saint-Pierre i Miquelon (2011–2014)
  - Przewodniczący Rady Terytorialnej – Stéphane Artano, Przewodniczący Rady Terytorialnej Saint-Pierre i Miquelon (od 2006)

- Saint Vincent i Grenadyny
  - Król – Elżbieta II, Królowie Saint Vincent i Grenadyn (od 1979)
  - Gubernator generalny – Frederick Ballantyne, Gubernatorzy generalni Saint Vincent i Grenadyn (od 2002)
  - Premier – Ralph Gonsalves, Premierzy Saint Vincent i Grenadyn (od 2001)

- Salwador
  - Prezydent – Mauricio Funes, Prezydenci Salwadoru (2009–2014)

- Sint Maarten (samorządny kraj członkowski Królestwa Niderlandów)
  - Gubernator – Eugene Holiday, Gubernatorzy Sint Maarten (od 2010)
  - Premier – Sarah Wescot-Williams, Premierzy Sint Maarten (2010–2014)

- Stany Zjednoczone
  - Prezydent – Barack Obama, Prezydenci Stanów Zjednoczonych (2009–2017)
  -  Portoryko (Terytorium zorganizowane o statusie wspólnoty Stanów Zjednoczonych Ameryki)
    - Gubernator – Luis Fortuño, Gubernatorzy Portoryko (2009–2013)

  -  Wyspy Dziewicze Stanów Zjednoczonych (Nieinkorporowane terytorium zorganizowane Stanów Zjednoczonych Ameryki)
    - Gubernator – John de Jongh, Gubernatorzy Wysp Dziewiczych Stanów Zjednoczonych (2007–2015)

- Trynidad i Tobago
  - Prezydent – George Maxwell Richards, Prezydenci Trynidadu i Tobago (2003–2013)
  - Premier – Kamla Persad-Bissessar, Premierzy Trynidadu i Tobago (2010–2015)

- Turks i Caicos (terytorium zamorskie Wielkiej Brytanii)
  - Gubernator – Ric Todd, Gubernatorzy Turks i Caicos (2011–2013)
  - Premier – Rufus Ewing, Premierzy Turks i Caicos (2012–2016) (od 13 listopada)

## Ameryka Południowa
- Argentyna
  - Prezydent – Cristina Fernández de Kirchner, prezydenci Argentyny (2007–2015)

- Boliwia
  - Prezydent – Evo Morales, Prezydenci Boliwii (2006–2019)

- Brazylia
  - Prezydent – Dilma Rousseff, Prezydenci Brazylii (2011–2016)

- Chile
  - Prezydent – Sebastián Piñera, Prezydenci Chile (2010–2014)

- Ekwador
  - Prezydent – Rafael Correa, Prezydenci Ekwadoru (2007–2017)

- Falklandy (terytorium zamorskie Wielkiej Brytanii)
  - Gubernator – Nigel Haywood, Gubernatorzy Falklandów (2010–2014)
  - Szef Rady Wykonawczej –
    1. Tim Thorogood, Szefowie Rady Wykonawczej Falklandów (2008–2012)
    2. Keith Padgett, Szefowie Rady Wykonawczej Falklandów (2012–2016)

- Georgia Południowa i Sandwich Południowy (terytorium zamorskie Wielkiej Brytanii)
  - Komisarz – Nigel Haywood, Komisarze Georgii Południowej i Sandwicha Południowego (od 2010)
  - Starszy naczelnik – Martin Collins, Starsi naczelnicy Georgii Południowej i Sandwicha Południowego (2009–2015)

- Gujana
  - Prezydent – Donald Ramotar, Prezydenci Gujany (2011–2015)
  - Premier – Samuel Hinds, Premierzy Gujany (1999–2015)

- Gujana Francuska (departament zamorski Francji)
  - Prefekt – Denis Labbé, Prefekci Gujany Francuskiej (2011–2013)
  - Przewodniczący Rady Generalnej – Alain Tien-Liong, Przewodniczący Rady Generalnej Gujany Francuskiej (2008–2015)
  - Przewodniczący Rady Regionalnej – Rodolphe Alexandre, Przewodniczący Rady Regionalnej Gujany Francuskiej (2010–2015)

- Kolumbia
  - Prezydent – Juan Manuel Santos, prezydenci Kolumbii (od 2010)

- Paragwaj
  - Prezydent –
    1. Fernando Lugo, Prezydenci Paragwaju (2008–2012)
    2. Federico Franco, Prezydenci Paragwaju (2012–2013)

- Peru
  - Prezydent – Ollanta Humala, prezydenci Peru (2011–2016)
  - Premier –
    1. Oscar Valdés, Premierzy Peru (2011–2012)
    2. Juan Jiménez, Premierzy Peru (2012–2013)

- Surinam
  - Prezydent – Dési Bouterse, Prezydenci Surinamu (od 2010)

- Urugwaj
  - Prezydent – José Mujica, Prezydenci Urugwaju (2010–2015)

- Wenezuela
  - Prezydent – Hugo Chávez, Prezydenci Wenezueli (2002–2013)

## Australia i Oceania
- Australia
  - Król – Elżbieta II, Królowie Australii (od 1952)
  - Gubernator generalny – Quentin Bryce, Gubernatorzy generalni Australii (2008–2014)
  - Premier – Julia Gillard, Premierzy Australii (2010–2013)
  -  Wyspa Bożego Narodzenia (terytorium zewnętrzne Australii)
    - Administrator –
      1. Brian Lacy, Administratorzy Wyspy Bożego Narodzenia (2009–2012)
      2. Jon Stanhope, Administratorzy Wyspy Bożego Narodzenia (2012–2014)

    - Przewodniczący Rady – Foo Kee Heng, Przewodniczący Rady Wyspy Bożego Narodzenia (2011–2013)

  -  Wyspy Kokosowe (terytorium zewnętrzne Australii)
    - Administrator –
      1. Brian Lacy, Administratorzy Wysp Kokosowych (2009–2012)
      2. Jon Stanhope, Administratorzy Wysp Kokosowych (2012–2014)

    - Przewodniczący Rady – Aindil Minkom, Przewodniczący Rady Wysp Kokosowych (2011–2015)

  -  Norfolk (terytorium zewnętrzne Australii)
    - Administrator –
      1. Owen Walsh, Administratorzy Norfolku (2007–2012)
      2. Neil Pope, Administratorzy Norfolku (2012–2014)

    - Szef ministrów – David Buffett, Szefowie ministrów Norfolku (2010–2013)

- Fidżi
  - Prezydent – Epeli Nailatikau, Prezydenci Fidżi (2009–2015)
  - Premier – Frank Bainimarama, Premierzy Fidżi (od 2007)

- Guam (nieinkorporowane terytorium zorganizowane Stanów Zjednoczonych Ameryki)
  - Gubernator – Eddie Calvo, Gubernatorzy Guamu (od 2011)

- Kiribati
  - Prezydent – Anote Tong, Prezydenci Kiribati (2003–2016)

- Mariany Północne (nieinkorporowane terytorium zorganizowane Stanów Zjednoczonych Ameryki)
  - Gubernator – Benigno Repeki Fitial, Gubernatorzy Marianów Północnych (2006–2013)

- Mikronezja
  - Prezydent – Manny Mori, Prezydenci Mikronezji (2007–2015)

- Nauru
  - Prezydent – Sprent Dabwido, Prezydenci Nauru (2011–2013)

- Nowa Kaledonia (wspólnota sui generis Francji)
  - Wysoki komisarz – Albert Dupuy, Wysocy Komisarze Nowej Kaledonii (2010–2013)
  - Przewodniczący rządu – Harold Martin, Przewodniczący rządu Nowej Kaledonii (2011–2014)

- Nowa Zelandia
  - Król – Elżbieta II, Królowie Nowej Zelandii (od 1952)
  - Gubernator generalny – Jerry Mateparae, Gubernatorzy generalni Nowej Zelandii (2011–2016)
  - Premier – John Key, Premierzy Nowej Zelandii (2008–2016)
  -  Wyspy Cooka (terytorium stowarzyszone Nowej Zelandii)
    - Wysoki Komisarz – John Carter, Wysocy Komisarze Wysp Cooka (2011–2013)
    - Przedstawiciel Królowej – Frederick Tutu Goodwin, Przedstawiciele Królowej na Wyspach Cooka (2001–2013)
    - Premier – Henry Puna, Premierzy Wysp Cooka (od 2010)

  -  Niue (terytorium stowarzyszone Nowej Zelandii)
    - Wysoki Komisarz – Mark Blumsky, Wysocy Komisarze Niue (2010–2013)
    - Premier – Toke Talagi, Premierzy Niue (od 2008)

  -  Tokelau (terytorium zależne Nowej Zelandii)
    - Administrator – Jonathan Kings, Administratorzy Tokelau (2011–2015)
    - Szef rządu –
      1. Foua Toloa, Szefowie rządu Tokelau (2011–2012)
      2. Keli Kalolo, Szefowie rządu Tokelau (2012–2013)

- Palau
  - Prezydent – Johnson Toribiong, Prezydenci Palau (2009–2013)

- Papua-Nowa Gwinea
  - Król – Elżbieta II, Królowie Papui-Nowej Gwinei (od 1975)
  - Gubernator generalny – Michael Ogio, Gubernatorzy generalni Papui-Nowej Gwinei (2010–2017)
  - Premier – Peter O’Neill, Premierzy Papui-Nowej Gwinei (od 2011)

- Pitcairn (terytorium zamorskie Wielkiej Brytanii)
  - Gubernator – Victoria Treadell, Gubernatorzy Pitcairn (2010–2014)
  - Burmistrz – Mike Warren, Burmistrzowie Pitcairn (2008–2013)

- Polinezja Francuska (wspólnota zamorska Francji)
  - Wysoki Komisarz –
    1. Richard Didier, Wysocy komisarze Polinezji Francuskiej (2011–2012)
    2. Jean-Pierre Laflaquiere, Wysocy komisarze Polinezji Francuskiej (2012–2013)

  - Prezydent – Oscar Temaru, Prezydenci Polinezji Francuskiej (2011–2013)

- Samoa
  - Głowa państwa – Tupua Tamasese Tupuola Tufuga Efi, O le Ao o le Malo Samoa (2007–2017)
  - Premier – Tuilaʻepa Sailele Malielegaoi, Premierzy Samoa (1998–2021)

- Samoa Amerykańskie (nieinkorporowane terytorium niezorganizowane Stanów Zjednoczonych Ameryki)
  - Gubernator – Togiola Tulafono, Gubernatorzy Samoa Amerykańskiego (2003–2013)

- Tonga
  - Król –
    1. Jerzy Tupou V, Królowie Tonga (2006–2012)
    2. Tupou VI, Królowie Tonga (od 2012)

  - Premier – Tuʻivakanō, Premierzy Tonga (2010–2014)

- Tuvalu
  - Król – Elżbieta II, Królowie Tuvalu (od 1978)
  - Gubernator generalny – Iakoba Italeli, Gubernatorzy generalni Tuvalu (2010–2019)
  - Premier – Willy Telavi, Premierzy Tuvalu (2010–2013)

- Vanuatu
  - Prezydent – Iolu Abil, Prezydenci Vanuatu (2009–2014)
  - Premier – Sato Kilman, Premierzy Vanuatu (2011–2013)

- Wallis i Futuna (wspólnota zamorska Francji)
  - Administrator – Michel Jeanjean, Administratorzy Wallis i Futuny (2010–2013)
  - Przewodniczący Zgromadzenia Terytorialnego –
    1. Pesamino Taputai, Przewodniczący Zgromadzenia Terytorialnego Wallis i Futuny (2011–2012)
    2. Vetelino Nau, Przewodniczący Zgromadzenia Terytorialnego Wallis i Futuny (2012)
    3. Sosefo Suve, Przewodniczący Zgromadzenia Terytorialnego Wallis i Futuny (2012–2013)

- Wyspy Marshalla
  - Prezydent –
    1. Jurelang Zedkaia, Prezydenci Wysp Marshalla (2009–2012)
    2. Christopher Loeak, Prezydenci Wysp Marshalla (2012–2016)

- Wyspy Salomona
  - Król – Elżbieta II, Królowie Wysp Salomona (od 1978)
  - Gubernator generalny – Frank Kabui, Gubernatorzy generalni Wysp Salomona (2009–2019)
  - Premier – Gordon Darcy Lilo, Premierzy Wysp Salomona (2011–2014)